# NGC 6503
NGC 6503 je trpasličí spirální galaxie v souhvězdí Draka. Od Země je vzdálená přibližně 20 milionů světelných let a pravděpodobně jde o polní galaxii, tedy nepatřící do žádné skupiny galaxií.
Objevil ji Arthur Auwers 22. července 1854.
Na obloze leží mezi hvězdami Aldhiba (ζ Dra) a Batentaban Borealis (χ Dra), 4′ západně od hvězdy 9. hvězdné velikosti. Za vhodných podmínek se dá vyhledat i malými dalekohledy, ale k jejímu pozorování je vhodnější středně velký dalekohled.
Tato galaxie leží na okraji prázdného místa vesmíru, které se anglicky jmenuje Local Void. Na snímku z Hubbleova vesmírného dalekohledu se růžovým zabarvením prozrazují oblasti, ve kterých se rodí nové hvězdy. Celkový průměr galaxie je asi 30 000 světelných let.
Jádro této galaxie obsahuje oblast slabě ionizovaného plynu (low ionization nuclear emission region - LINER).